# Длинная S

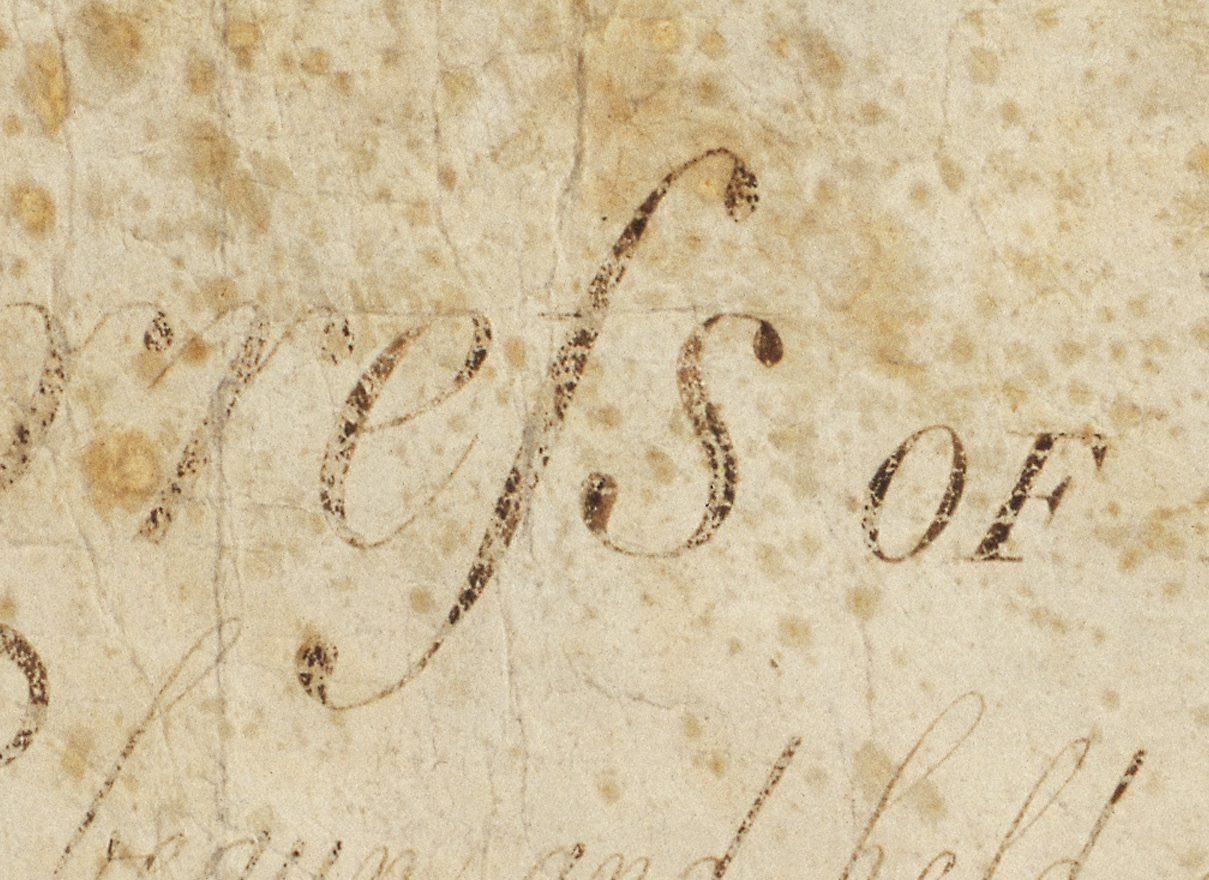
Выделенное курсивом «длинное s», используемое в слове «Конгресс» в Билле о правах США.

Длинное s (ſ), также известное как среднее s или начальное s, является архаичной формой строчной буквы s. Оно заменило одиночное s или одну или обе буквы s в последовательности «двойное s» (например, «ſinfulneſs» вместо «sinfulness» и «poſſeſs» или «poſseſs» вместо «possess» — но никогда «poſſeſſ»). Из длинного s образована половина графемы лигатурной буквы немецкого алфавита ß, которая называется Eszett. Современная форма буквы s известна как «короткая», «конечная» или «круглая». В английской типографике данная буква известна как разновидность swash letter, обычно называемая swash s.

## Правила
Этот список правил употребления длинного s не является исчерпывающим и применяется только в книгах, напечатанных в XVII и XVIII веках в Англии, Уэльсе, Шотландии, Ирландии и других англоязычных странах. Аналогичные правила существуют и для других европейских языков.
- Круглое s всегда используется в конце слова, оканчивающегося на s: 'his", «complains», «ſucceſs».
  - Однако длинное s сохраняется в таких сокращениях, как «ſ.» для «ſubſtantive» (существительное) и «Geneſ.» от «Geneſis» (Бытие)
- Перед апострофом (указывающим на пропущенную букву) используется круглое s: «us’d» и «clos’d».
- Перед и после f используется круглое s: «offset», «ſatisfaction».
- Перед разрывным дефисом в конце строки необходимо использовать длинное s: «Shaftſ-bury» (когда перенос не требовался, писалось Shaftsbury с круглым s)[5].
- В XVII веке перед k и b употреблялось круглое s: «ask», «husband»; в XVIII веке: «aſk» и «huſband».

В остальных случаях используется длинное s: «ſong», «ſubſtitute».
В рукописных текстах эти правила не применяются — длинное s обычно употребляется только перед круглым s в середине либо в конце слова — например, «aſsure», «Bleſsings».

## История

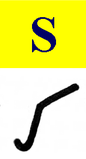
Среднее s в старом римском написании

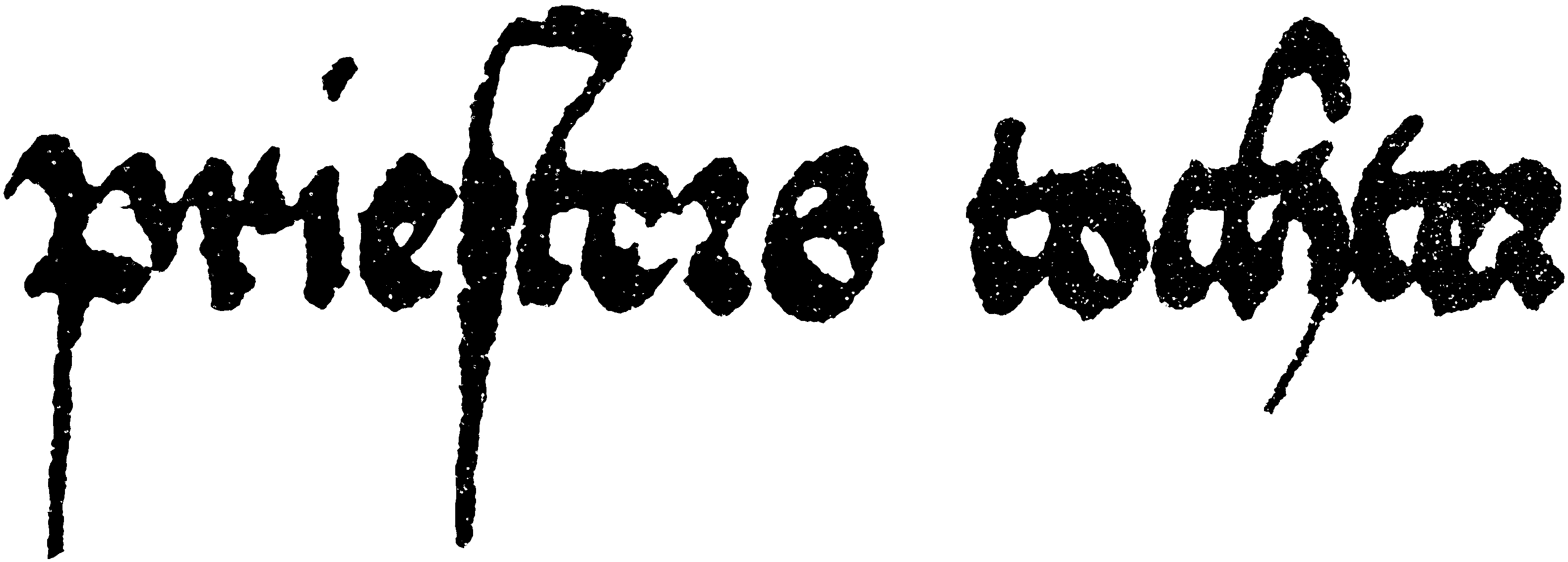
Немецкий почерк (Бастарда), 1496 г., с длинными и круглыми буквами (а также с ротондой) в "priesters".

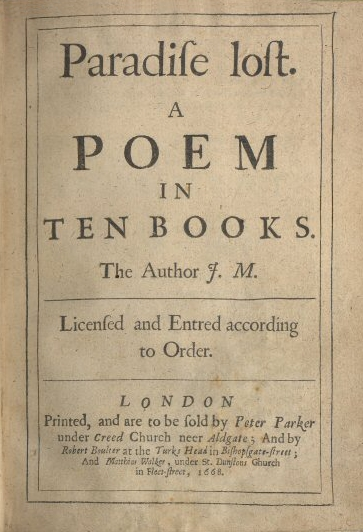
Титульный лист романа Джона Мильтона «Потерянный рай» с лигатурой ſt и выступом на длинной букве s.

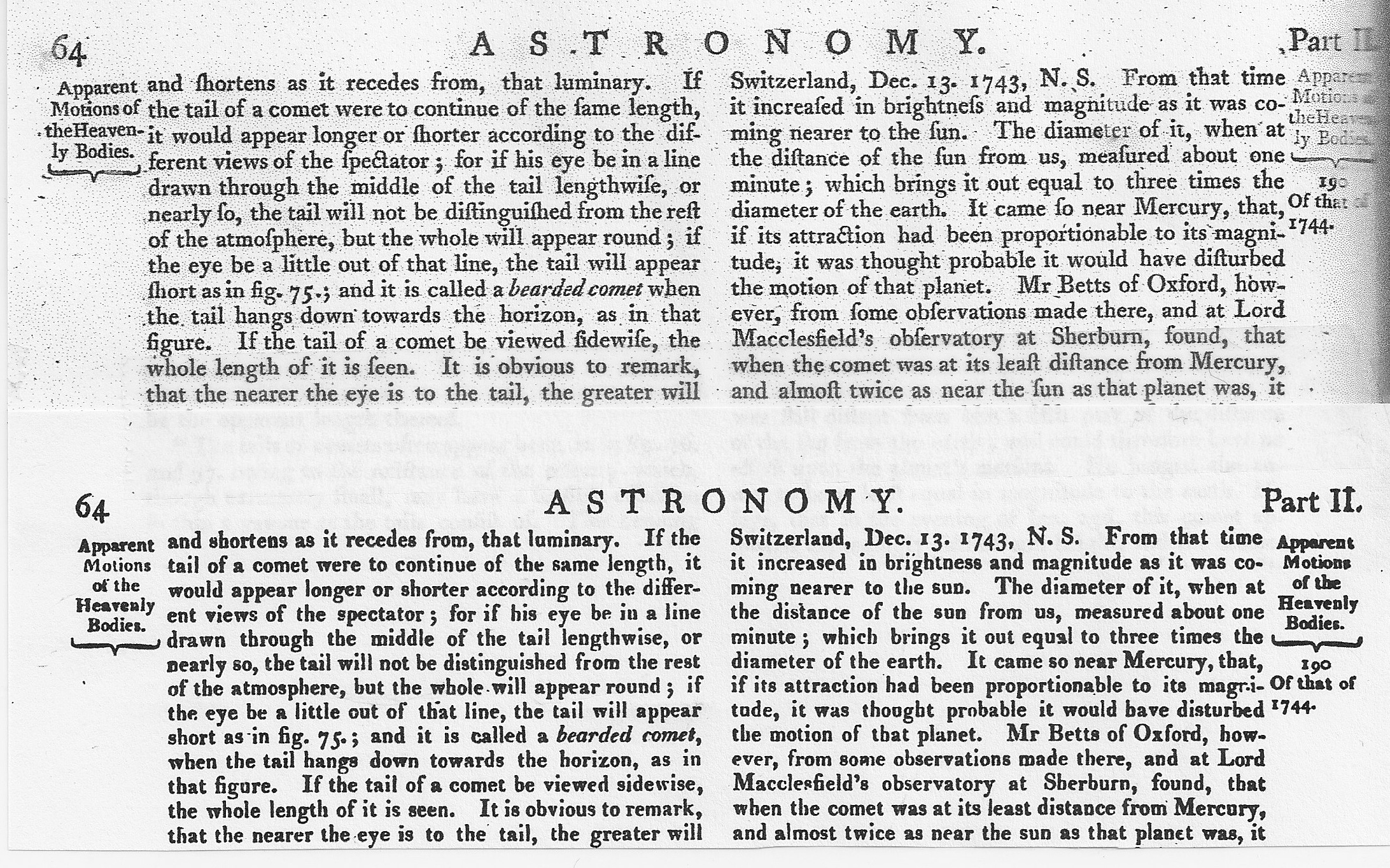
5-е издание Британской энциклопедии 1817 г., вверху по сравнению с 6-м изданием 1823 г.; единственным изменением (помимо устранения лигатуры ct) было удаление длинной s из шрифта.

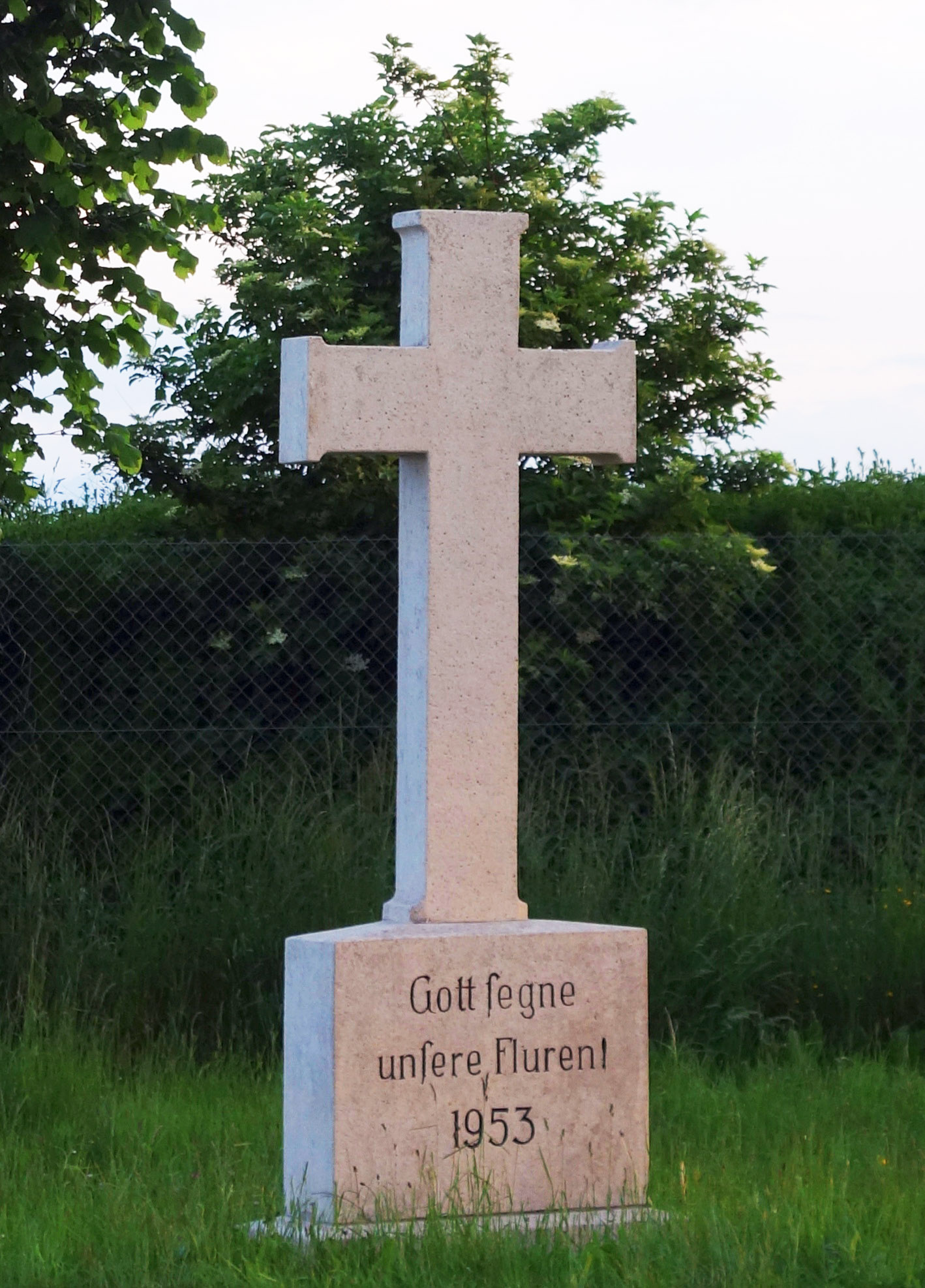
Придорожный крест недалеко от Хоэнфурха, Германия, установленный в 1953 году, с длинной буквой s прямого начертания.

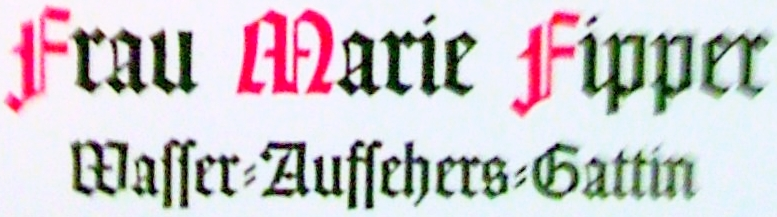
Фрагмент мемориала в Мюнхене, Германия, с текстом Wasser-Aufsehers-Gattin («жена водопроводчика»), содержащее длинное s, примыкающее к f

Длинная буква s произошла от древнеримской скорописной медиальной буквы s. Когда к концу восьмого века установилось различие между majuscule (прописными) и minuscule (строчными) буквенными формами, оно приобрело более вертикальную форму. В этот период оно иногда использовалось в конце слова — практика, которая быстро исчезла, но время от времени возрождалась в итальянской печати между 1465 и 1480 годами. Таким образом, общее правило, что долгое s никогда не встречается в конце слова, не является строго обязательным, хотя исключения редки и архаичны. Двойная буква s в середине слова также писалась с длинной s и короткой s, например "Miſsiſsippi". В немецкой типографике правила более сложные: короткие s также появляются в конце каждого компонента составного слова, а для особых случаев существуют более подробные правила и практики.

### Выход из употребления
В целом, длинная s вышла из употребления в прямых и курсивных шрифтах в профессиональной полиграфии задолго до середины 19 века. Она редко появляется в лондонской печати хорошего качества после 1800 года, хотя в провинции существует до 1824 года и встречается в рукописях до второй половины девятнадцатого века, иногда её можно увидеть позже в архаичных или традиционалистских изданиях, таких как печатные сборники проповедей. В книге Вудхауса «Принципы аналитического расчета», опубликованной издательством Cambridge University Press в 1803 году, во всем латинском тексте используется длинная s.